# 利潤
利潤（りじゅん、英: profit）は、「利益」や「もうけ」。企業の総収益である売上高から、賃金や利子などすべての経費を控除後に残余する金額。

## 概説
おもに企業が生産や流通など経済活動の取引により得る金額で、

松下幸之助は「適正利潤の確保」の概念で以下に述べる。
企業の社会性は非常に大事とされ、立石義雄は「企業は社会の公器である」と表現し、 ピーター・ドラッカーは「企業の経営目的は利潤ではなく、顧客の創造である」と述べる。

## 利益と利潤
会計上の利益と経済学上の利潤は同義ではなく、以下の差異がある。
- 機会費用を経済学では費用とみなすが、会計上は利益とされる。
- 資産価値の変動に伴うキャピタル・ゲインまたはキャピタル・ロスは、会計上は計上されない。ただし売却に大きな制約がなく、価値の変動そのものが利益に直結する金融商品などを除く。